# Hydrophilus caschmirensis
Hydrophilus caschmirensis es una especie de escarabajo acuático del género Hydrophilus, familia Hydrophilidae. Fue descrita científicamente por Kollar & L. Redtenbacher en 1844.
Se distribuye por Japón, Corea del Norte y del Sur, islas Ryūkyū, Bután, Birmania, Camboya, China (Fujian, Jiangxi, Manchuria, Yunnan, Zhejiang), Taiwán, India (Bengala Occidental, Cachemira), Indonesia (Sumatra), Malasia, Nepal, Sri Lanka, Tailandia, Vietnam e islas Andamán y Nicobar.